# Simon Gopane
Motshweneng Simon Gopane (Bloemfontein, 26 dicembre 1970) è un allenatore di calcio ed ex calciatore sudafricano, di ruolo portiere.

## Carriera

### Club
Gopane ha giocato prevalentemente con la squadra della sua città, i Bloemfontein Celtic, nella quale ricopre attualmente il ruolo di preparatore dei portieri.

### Nazionale
Incluso nella lista dei 23 per Francia 1998, Gopane è stato il primo portiere ad indossare il numero 23 a un Mondiale.